# Чепленіца
Чепленіца (рум. Ceplenița) — село у повіті Ясси в Румунії. Адміністративний центр комуни Чепленіца.
Село розташоване на відстані 333 км на північ від Бухареста, 53 км на північний захід від Ясс.

## Населення
За даними перепису населення 2002 року у селі проживала 1471 особа, усі — румуни. Усі жителі села рідною мовою назвали румунську.